# Partido da Libertação Dominicana
O Partido da Libertação Dominicana (em espanhol: Partido de la Liberación Dominicana, PLD), fundado em dezembro de 1973, é um dos dois principais partidos políticos na República Dominicana.

## Resultados eleitorais

### Eleições presidenciais
| Data | Candidato apoiado | 1ª Volta  | 1ª Volta  | 2ª Volta  | 2ª Volta  |
| Data | Candidato apoiado | Votos     | %         | Votos     | %         |
| ---- | ----------------- | --------- | --------- | --------- | --------- |
| 1978 | Juan Bosch        | 18 375    | 1,1 (#4)  |           |           |
| 1982 | Juan Bosch        | 179 849   | 9,8 (#3)  |           |           |
| 1986 | Juan Bosch        | 378 881   | 18,4 (#3) |           |           |
| 1990 | Juan Bosch        | 653 595   | 33,8 (#2) |           |           |
| 1994 | Juan Bosch        | 395 653   | 13,1 (#3) |           |           |
| 1996 | Leonel Fernández  | 1 130 523 | 38,9 (#2) | 1 466 382 | 51,3 (#1) |
| 2000 | Danilo Medina     | 796 923   | 24,9 (#2) |           |           |
| 2004 | Leonel Fernández  | 2 063 871 | 57,1 (#1) |           |           |
| 2008 | Leonel Fernández  | 2 199 734 | 53,8 (#1) |           |           |
| 2012 | Danilo Medina     | 2 323 150 | 51,2 (#1) |           |           |

### Eleições legislativas
| Data | Votos     | %         | Câmara    | +/- | Senado   | +/- | Status            |
| Data | Votos     | %         | Mandatos  | +/- | Mandatos | +/- | Status            |
| ---- | --------- | --------- | --------- | --- | -------- | --- | ----------------- |
| 1978 | 18 565    | 1,1 (#3)  | 0 / 91    |     | 0 / 27   |     | Extra-parlamentar |
| 1982 | 174 464   | 9,7 (#3)  | 7 / 120   | 7   | 0 / 27   | =   | Oposição          |
| 1986 | 387 881   | 18,4 (#3) | 16 / 120  | 9   | 2 / 30   | 2   | Oposição          |
| 1990 | 625 929   | 32,7 (#2) | 44 / 120  | 28  | 12 / 30  | 10  | Oposição          |
| 1994 | 467 617   | 15,8 (#3) | 13 / 120  | 31  | 1 / 30   | 11  | Oposição          |
| 1998 | 654 713   | 31,3 (#2) | 49 / 149  | 36  | 4 / 30   | 3   | Governo           |
| 2002 | 657 658   | 28,8 (#2) | 41 / 149  | 8   | 1 / 32   | 3   | Oposição          |
| 2006 | 1 387 878 | 46,4 (#1) | 96 / 178  | 55  | 22 / 32  | 21  | Governo           |
| 2010 | 1 808 817 | 54,6 (#1) | 105 / 183 | 9   | 31 / 32  | 9   | Governo           |